# Kristdemokratiska unionen (Ukraina)
Kristdemokratiska unionen (Християнсько-демократичний союз) är ett politiskt parti i Ukraina, bildat 2003, genom samgående mellan de fyra kristliga partierna:
- Kristna folkförbundet
- Kristdemokratiska partiet i Ukraina
- Ukrainska kristdemokratiska partiet
- Allukrainska Kristna förbundet

Partiet är byggt på principerna "Rättvisa, solidaritet och ansvar" och är medlem av Kristdemokratiska Internationalen.
Kristdemokratiska unionen har, i parlamentsvalen, ingått i följande valallianser:
- 2006: Blocket Vårt Ukraina
- 2007: Vårt Ukraina - Folkets självförvarsblock.